# Lee Majdoub
Lee Majdoub (Tripoli, 31 maggio 1982) è un attore e doppiatore libanese naturalizzato canadese, noto principalmente per aver interpretato l'Agente Stone, il braccio destro del Dottor Robotnik, nella serie cinematografica live-action di Sonic the Hedgehog (Sonic - Il film, Sonic 2 - Il film e Sonic 3 - Il film).

## Biografia
Lee è nato a Tripoli, in Libano, ma ha vissuto in Italia e in Svizzera prima di trasferirsi a Ottawa, in Canada all'età di nove anni. Attivo come attore dal 2007, nella prima parte della sua carriera ha interpretato principalmente ruoli minori all'interno di produzioni televisive, iniziando a ottenere dei ruoli anche in ambito cinematografico soltanto dal 2012. Nel 2013 debutta a teatro nella produzione Helen's Necklace, andata in scena presso il Belfry Theatre, nella quale interpreta numerosi personaggi differenti. A partire dal 2020, l'attore ottiene un ruolo nel cast principale della saga cinematografica di Sonic, venendo riconfermato fino al terzo capitolo della serie di film.
A partire dal 2013, Mojdoub lavora inoltre come doppiatore in vari videogiochi noti, interpretando fra gli altri il ruolo di telecronista in FIFA 18. Nel settembre 2022, Majdoub ha annunciato che avrebbe doppiato Basim Ibn Ishaq, il protagonista del videogioco Assassin's Creed Mirage, rimpiazzando Carlo Rota, che ha interpretato lo stesso personaggio più vecchio in Assassin's Creed Valhalla.

## Filmografia

### Attore

#### Cinema
- Underworld - Il risveglio (Underworld: Awakening), regia di Måns Mårlind e Björn Stein (2012)
- Il collezionista di occhi 2 (See No Evil 2), regia di Sorelle Soska (2014)
- The ABCs of Death 2, regia di AA.VV. (2015)
- Il domani tra di noi (The Mountain Between Us), regia di Hany Abu-Assad (2017)
- Sonic - Il film (Sonic the Hedgehog), regia di Jeff Fowler (2020)
- Sonic 2 - Il film (Sonic the Hedgehog 2), regia di Jeff Fowler (2022)
- Sonic 3 - Il film (Sonic the Hedgehog 3), regia di Jeff Fowler (2024)

#### Televisione
- Supernatural – serie TV, episodio 10x17 (2015)
- Prison Break – serie TV, 3 episodi (2017)
- Zoo – serie TV, 5 episodi (2017)
- Dirk Gently - Agenzia di investigazione olistica (Dirk Gently's Holistic Detective Agency) – serie TV, 6 episodi (2017)
- You Me Her – serie TV, 11 episodi (2019-2020)
- The 100 – serie TV, 10 episodi (2019-2020)

### Doppiatore

#### Videogiochi
- Splinter Cell: Blacklist (2013)
- The Fall (2014)
- FIFA 18 (2017)
- Need for Speed: Payback (2017)
- The Fall Part 2: Unbound (2018)
- Dragalia Lost (2018)
- Assassin's Creed Mirage (2023)

## Doppiatori italiani
Nelle versioni in italiano delle opere in cui ha recitato, Lee Majdoub è stato doppiato da:
- Raffaele Carpentieri in Travelers, Sonic - Il film, Sonic 2 - Il film, Sonic 3 - Il film
- Dimitri Winter in C'era una volta
- Daniele Giuliani in Supernatural
- Gabriele Lopez in Dirk Gently - Agenzia di investigazione olistica
- Fabrizio Bucci in The 100

Da doppiatore è sostituito da:
- Claudio Moneta in Assassin's Creed Mirage